# Sancho Martin
Sancho Martín – XII-wieczny rycerz, krzyżowiec pochodzący z Półwyspu Iberyjskiego. Uczestniczył w wojnie Królestwa Jerozolimskiego z Ajjubidami pod wodzą Saladyna.
Ze źródeł łacińskich nie wiadomo praktycznie nic o życiu Sancho Martína przed i po oblężeniu Tyru przez Saladyna. Jednakże podczas tego jednego starcia dał się poznać jako znakomity wojownik i jeden z dowódców obrony miasta. Wspierał dowodzącego chrześcijańskimi siłami Konrada z Montferratu, organizując liczne wycieczki za mury miasta. Podobno niespodziewane uderzenia Martína tak mocno dawały się we znaki armii muzułmańskiej, że sam Saladyn namawiał rycerza do zmiany stron i przejścia na islam, w zamian obiecując mu liczne ziemie i dobra materialne, a nawet proponując ślub z jedną ze swoich córek. Rycerz pozostał jednak nie wzruszony. Według źródeł muzułmańskich, Sancho Martín pochodził z Kastylii, gdzie już wcześniej odznaczył się w walkach z Almohadami. Do Ziemi Świętej miał przybyć ze swymi dwunastoma ludźmi.
Sancho nosił wyróżniającą go spośród innych rycerzy w Ziemi Świętej charakterystyczną zieloną zbroję oraz hełm wykończony jelenim porożem. Stąd też wśród oblegających wziął się jego przydomek: Zielony Rycerz.